# Brus Rubio
Brus Rubio (Pucaurquillo, Loreto, 1983) es un artista visual de origen murui y bora nacido en Perú.
Brus Rubio crea escenas abstractas de mitos Murui-bora, historias locales y canciones, usando una hierba amazónica llamada piri piri como su pincel y grandes hojas de papel hecho a mano con la corteza del árbol llanchama (Poulsenia armata) como su lienzo.

## Biografía
Rubio nació en la comunidad de Pucaurquillo, un pueblo de 800 habitantes a orillas del río Ampiyacu, en el distrito de Pebas de la provincia de Mariscal Ramón Castilla en el departamento de Loreto. Sus padres son Mauricio Rubio del pueblo murui y Marlene Churay Requena del pueblo bora. Aprendió técnicas de pintura al observar a sus padres que pintaban para los turistas.

## Trayectoria
El trabajo de Rubio se ha exhibido en Perú, Brasil, Colombia, Cuba, EE. UU., Suiza, Francia, España, Reino Unido y China. Sus pinturas han entrado en la colección permanente del Museo de Arte de Lima y ha participado en la Feria Art Lima y en la Feria de Arte Contemporáneo de Madrid (Feria Arco) el 2019.
Ha participado en las Residencias Mana en Miami (2018) y las residencias de Arte Matadero en Madrid (2019), y obtuvo el segundo puesto del concurso Pasaporte para un Artista apoyado por la Alianza Francesa y la Embajada de Francia en Perú (2011), logrando viajar a París.